# ソウザ・ジュリオ
ソウザ・ジュリオ（Souza Julio、1984年9月10日 - ）は、ブラジル・サンパウロ州サンパウロ出身のサッカー指導者。

## 来歴
ブラジル・サンパウロ出身で、10歳の時に家族と共に訪日。高校進学後は、ヴァンフォーレ甲府ユースに所属し選手としてプレーした。クラブに外国人選手が所属することになった際、当時のクラブにはポルトガル語が話せる者がいなかったため、ジュリオに白羽の矢が立ち2003年より、トップチームの通訳に就任。2012年に退任するまで10年間務めた。
2013年、清水エスパルスのコーチに就任。2014年シーズン終了後、契約満了に伴い退任した。

## 所属クラブ
- 田富ミドルFC
- ヴァンフォーレ甲府ユース

## 指導歴
- 2003年 - 2012年  ヴァンフォーレ甲府 通訳
- 2013年 - 2014年  清水エスパルス
  - 2013年 通訳兼分析コーチ
  - 2014年 コーチ
- 2023年 - 藤枝MYFC 通訳